# Iglesia de San Lorenzo (Cálig)

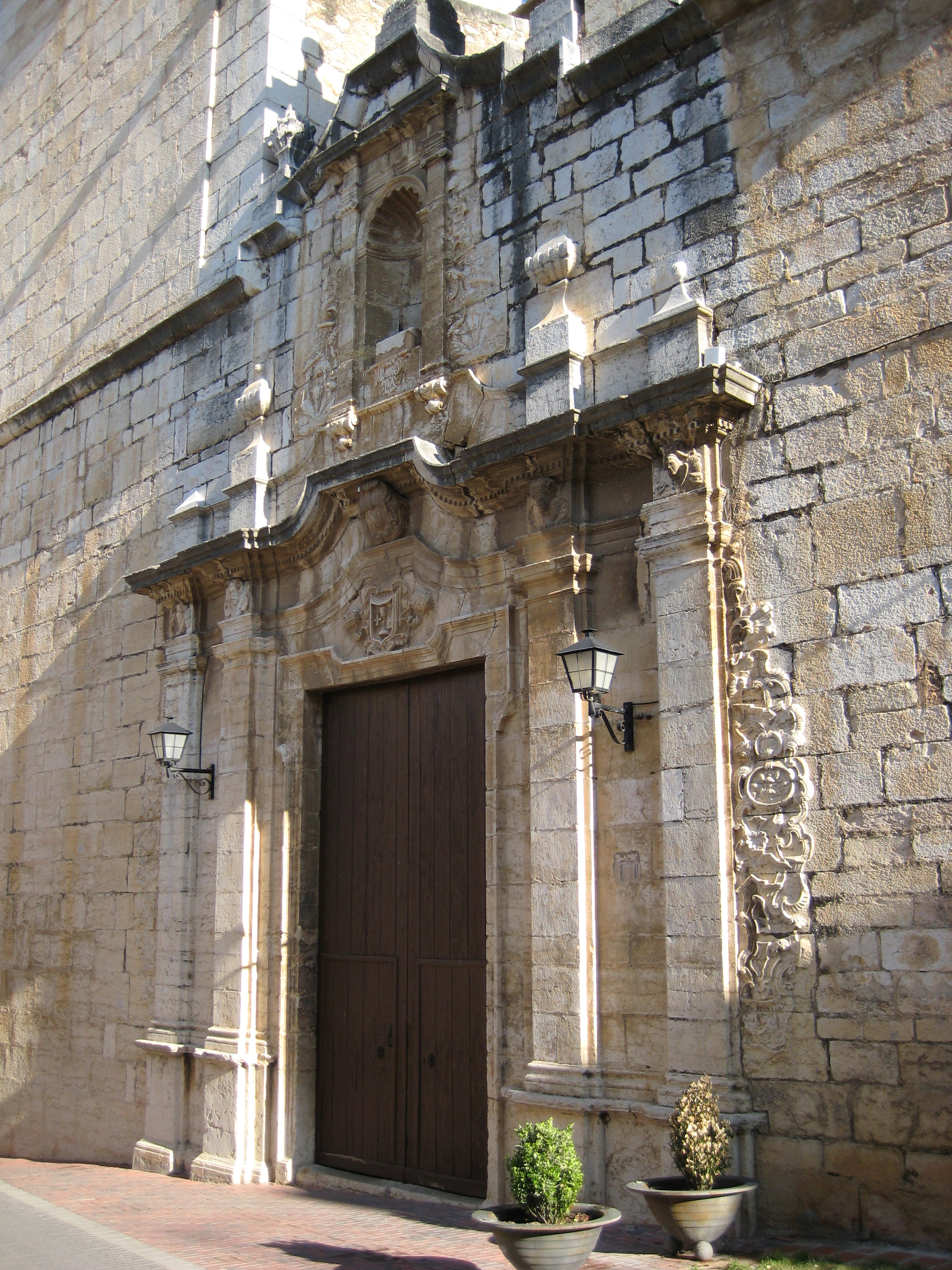
Portada

La iglesia parroquial de Cálig (Provincia de Castellón, España) fue construida en el siglo XIV y reconstruida y ampliada entre el 1622 y 1659, en el que se da definitivamente por terminada, aunque posteriormente se fueron añadiendo toda una serie de detalles como el retablo mayor (hoy desaparecido), la portalada de la entrada principal el 1758 y el mural de la Virgen del Socorro el 1900, entre otros. Está catalogado como Bien de Relevancia Local con código 12.03.034-003.
La construcción del edificio parroquial es el resultado de la corriente renacentista extendida a lo largo del país, la cual combina con armonía, al mismo tiempo que con austeridad, las tendencias clásicas.
Como resultado de la guerra de 1936-39, el interior del templo quedó vaciado totalmente al ser desposeído de sus retablos y ornamentos. Terminada esta contienda bélica se inicia una campaña a fin de llevar a término la construcción de nuevos retablos, la mayor parte de ellos obra del maestro Daniel Chillida, de entre los cuales cabe destacar, por su relevancia en cuanto al trazado de líneas y esplendor de los detalles, el que se encuentra en el altar mayor, fechado el 1950 y dedicado a San Lorenzo, patrón de la villa.